# نیمفتامین
نیمفتامین (به انگلیسی: Nymphetamine) آلبومی از کریدل آو فیلث است که در سال ۲۰۰۴ میلادی منتشر شد.